# 藤本敦夫
藤本 敦夫（ふじもと あつお、1954年4月1日 - ）は、神奈川県鎌倉市出身の音楽家。橋本一子は妻。

## 来歴・人物
神奈川県立横須賀高等学校、早稲田大学卒業。ピアノを高橋悠治に、声楽をベルトラメリ能子に師事、小学生の頃よりステージ、テレビ、ラジオ、レコーディングなどで活動。1980年にはYMO初の国内ツアー、「TECHNOPOLIS 2000-20」に参加。その後、橋本一子、横山雅史、木村万作、石井AQらと組んだ「カラード・ミュージック (Colored Music)」などでのリーダー活動の他、山下洋輔、渡辺香津美、坂田明、今堀恒雄、菊地成孔、谷山浩子、小川美潮、POiSON GiRL FRiEND、Phewなどとコラボする一方、テレビ、映画の作曲家、プロデューサー、アレンジャー、セッションミュージシャンなど多岐にわたって活動する。
作詞作曲編曲、ヴォーカル、ギター、ベース、ドラム、キーボード、サックス、コンピューターなどを駆使し、3枚のリーダーアルバムと3枚のお蔵入りを制作し、パーカッションの弾き語りからオーケストラの作曲まで活動していたが、1993年以降、交通事故後遺症のため、日常はほとんど寝たきりとなり、ツアーを休止、レコーディングと都内のライヴをわずかに行うのみとなった。
2005年、橋本一子、井野信義と3人対等のグループ「Ub-X（ユビークス）」を結成し、体調は戻らないものの再起、2006年3月にはアルバム『Ub-X（ユビークス）』をリリース。カネボウのCM曲（アルバム所収の「凛」の原曲）を発展させ、ポリグルーヴを基調に新しいサウンドを世に問う。5月には海外での活動も視野に入れてのドイツでのツアーが行われ、同年11、12月の国内ツアーの後、Ub-Xとして2枚目のアルバム『Vega』を制作、2007年4月にリリースした。また、2007年夏以降、ソロシンガーとしての活動を開始した。2010年6月、ほとんどの楽器と歌をひとりで多重録音したポップスから前衛ジャズまで含むソロアルバム「どこにもないランド」リリース、Amazon1位を記録した。2011年、菊地成孔とのコラボ「Poly Groove Jam」をスタートさせた。2012年、細野晴臣、福島在住の長見順、浪江町宮城県支部長、大内善一､ひとみ夫妻らを招き「Live Life With Fukushima」を主宰した。2013年、インターネット配信の、販売ではなく寄付方式によるアルバム『All You Need Is Life』を発表。2016年、2018年、1980年代前半に録音されたIndividual Beauty - Colerd Music 2ndがリリースされた。2021年よりサブスク配信で発表を開始した。

## 作品（リーダーアルバム）
- Colored Music（1981年、日本コロムビア）
- 映画『高原に列車が走った』 オリジナル・サウンドトラック（1984年、ビクター音楽産業）
- Beat Jazz（1986年、日本コロムビア）
- どこにもないランド（2010年、najanaja、ウルトラ・ヴァイヴ）
- All You Need Is Life（2013年、najanaja、ネット配信）
- Individual Beauty - Colerd Music 2nd（2018年、Organic Music 、ウルトラ・ヴァイヴ 、HMV）
- ダンスドンバfeat.菊地成孔 (2021年ネット配信)
- 絶対鈍感 (2022年､ネット配信)
- Colored Music Live  (2023年､ネット配信)

## 実質的なリーダーアルバム
- Miles Blend（2001年、徳間ジャパンコミュニケーションズ）
- Ub-X（2006年、イーストワークス）
- Vega（2007年、イーストワークス）

## CM

### 放映中のCM
（2012年現在）
- 眞露
「金の眞露：眞露乙」篇：ナレーション

### 過去放映分
- キヤノン
「カメラは考える」篇：ナレーション
- サントリー フレシネ
「光の街」篇：ナレーション
- 花王 エコナ おいしさたっぷりドレッシングソース
「新発売」篇：ボーカル
- 花王 スタイルフィット
「働く女性たちに」「月の輝く夜に」篇：ギター